# Grewia lasioclada
Grewia lasioclada là một loài thực vật có hoa trong họ Cẩm quỳ. Loài này được Welw. ex Hiern mô tả khoa học đầu tiên năm 1896.